# Sugar+Spice!
『Sugar+Spice!』（シュガー・スパイス）は、2007年9月28日にChuablesoft（チュアブルソフト）から発売された18禁美少女ゲームである。
本作品はチュアブルソフトの第1作『Pure×Cure』、第2作『あまなつ』と世界観を同一のものとしており、両作品で登場したキャラクターや場所も本作品に登場する（『Pure×Cure』の3年後、『あまなつ』の1年後という設定になっている）。
なお、2008年5月23日には本作品のファンディスクである『Sugar+Spice! Party☆Party』、2008年9月25日にはアルケミストよりPS2移植版である『Sugar+Spice! 〜あのこのステキな何もかも〜』が発売された。さらに『Sugar+Spice2』の発売（2010年7月30日）にともない、本作と『Sugar+Spice! Party☆Party』をセットにした『Sugar+Spice! ファーストシーズンパック』が2010年5月28日に発売された。

## ゲームシステム
総数500を超えるイベントの中から、主人公の行動を選択することでエンディングが派生する。ゲームは1か月単位で進行し、月ごとにイベントの選択に使用可能なポイント（移動可能ポイント）が割り当てられている。各イベントにもポイントがそれぞれ設定されており、選択することでポイントは消費される。そして、移動可能ポイントが0になるまでイベントを選択可能である。また、各月には必ず通過すべき「CHECK!」イベント、1か月の終わりのイベントである「GOAL!」イベント、他イベントと連動したりヒロインの個別ルートの固有イベントであったりする「SPECIAL!」イベントなども存在する。
ヒロインの個別ルートに入るには大きく分けて2つの方法がある。まず、「好きになったら告白！システム」を利用する方法であるが、こちらは4月から9月までの任意の時期に任意のヒロインに告白をすることができるというシステムである。告白が成功すれば対象ヒロインの個別イベントが発生するようになり、10月もしくは11月からは個別シナリオに移行する。成功条件は主として好感度パラメータであるが、特殊な条件を要する場合もある。告白は失敗する場合もあるが、この場合も次の月から再度告白することが可能である。ただし、3回失敗すると強制的にBADエンディングを迎えることになる。
次に、いくつかのイベントを選択した際に選択肢によって告白イベントが発生する場合がある。これを利用することによって個別ルートに入ることも可能である。選択肢の発生条件は好感度パラメータである。
好感度パラメータは、ヒロインのイベントを見るたびに「成分表」に追記されていく「オトメカイセキ」画面にておおまかに知ることができる。

## ストーリー
少年は目覚めると記憶を失っていた。事故に遭ったらしいのだが、どうにも実感がわかない。まわりは知らないことだらけだ。
中でも不可解なのは乙女心だった。彼女はいったいどんな子なのか……女の子は「何でできている？」。
相手を理解することが、同時に自分を知ることへの道だった。

## 登場人物
声はPC版 / PS2版の順。同じ場合は統一表記した。

### メインキャラクター
新木 和真（あらき かずま）
声 : 永倉仁八（ドラマCDのみ）
本作の主人公。結ノ宮学園高校1年生（ゲーム開始時）。交通事故に遭って自分の名前を含む全ての記憶を失っている。父親は大学で助教授を務めているがその肩書きが似つかわしくない屈強な肉体の持ち主。性格は明るく、兄貴肌かつ大雑把。女子には優しいが、口説き文句めいた発言を日常的にしているために時として女たらし・ロクデナシ呼ばわりされる事もある（無節操な訳ではない）。反面ドライなところもあり黒越に「男に優しくない」という指摘を受けている。スポーツ全般が得意だがはねるには腕力以外でほとんど負けている。学力は中位程度。2年生に進級した4月以後にボクシング部所属である事が判明する。
春瀬 歌（はるせ うた）
声 : 有栖川みや美 / 高田初美
誕生日:11月9日　血液型:A型　身長:155cm　3サイズ:84/58/85　
事故に遭う以前より和真とは親しかったらしいクラスメート。夢路とは中学以前からの付き合い。ウソをついて和真らを慌てさせて楽しむという困った趣味の持ち主（「呼吸するようにウソをつく」と仲間内で評される）で度が過ぎると和真のデコピンの餌食になる事も多いが、嫌味のない明るい性格をしている。料理の腕は抜群で作中に登場するレストラン「フォレスタ」でアルバイトをしている。周囲からはまったく問題がないと思われているが自分の体型（特に腹回り）を気にしている。あだ名は「ハモ（ハーモニーの意）」で和真に対する呼び方は「カズくん」。
南条寺 夢路（なんじょうじ ゆめじ）
声 : 安玖深音 / 後藤麻衣
誕生日:8月15日　血液型:A型　身長:167cm　3サイズ:79/56/80　
歌と同じく事故に遭う以前より和真とは親しかったらしいクラスメート。実家は姓と同じ名前の「南条寺」という寺院（保育園も併設している）。長女で3人の弟妹がいるせいか面倒見がよく、何となく仲間内のまとめ役になっている。普段は温厚だが怒った時の怖さは誰も逆らえないレベル。大抵のことはそつなくこなす才色兼備の女性でクラスのアイドル的存在でもあり、バレンタインデーでは女子から多くのチョコをもらうなど同性からの人気も高い。一方で料理の腕は壊滅的にひどく、食べた和真や藍衣が悶絶してしまったほど。あだ名は「ジジ」で和真に対する呼び方は「新木くん」もしくは「和真くん」。
足利 はねる（あしかが はねる）
声 : 倉田まりや
誕生日:10月21日　血液型:O型　身長:150cm　3サイズ:90/59/88　
歌、夢路と同じく事故に遭う以前より和真とは親しかったらしいクラスメート。陸上部に所属するスポーツ特待生の短距離スプリンター。超高校級の実力と身体能力を誇り（2年生の夏にインターハイで6位に入賞する）、走力以外でも和真がほとんど歯が立たないほど。その反面頭を使うのが苦手で試験の成績は仲間内で最も悪い。両親がおらず兄と2人暮らしのため料理の腕はなかなかのもので、食べる方でも大食い。天真爛漫、素直にして直情な性格でムードメーカーだが時々空気が読めずに自分の巨乳について悩むような発言をし、嫉妬した歌や夢路に制裁を受けている。自身以外のあだ名を付けたのは彼女である。あだ名は「ピョン」で和真に対する呼び方は「カズー」。
深山 藍衣（みやま あい）
声 : 桃井いちご / 大久保藍子
誕生日:12月22日　血液型:B型　身長:159cm　3サイズ:88/60/90　
和真の幼馴染で実家は「結ノ湯」という銭湯を営んでいる。1年生時は別のクラスだが2年生進級時のクラス替えで同じクラスになる。仲間内では和真と一番古い付き合いであるが、過去の経緯からゲーム開始時点では関係が冷え切っている（和真はその理由を忘れている）。和真とは家族ぐるみの付き合いのためゲーム開始当初和真は深山家に居候する事になる。学業成績はトップクラスで学校では才女で通っているが、飄々とした性格でマイペースであり自宅ではだらけきった本来の姿を見せる猫かぶり。基本的にインドア派なので運動は苦手。ゲームやコスプレなどオタク的趣味も持つ。あだ名は「ミャンマー」で和真に対する呼び方は「和真」もしくは「マーくん」。
早乙女 司（さおとめ つかさ）
声 : 金松由花 / 井上みゆ
誕生日:5月5日　血液型:AB型　身長:141cm　3サイズ:72/54/70　
4月からゲームに登場し、和真たちより1学年下の後輩になる。和真が4月に再入居する学生寮「せせらぎ寮」の隣人となるロンドンからの帰国子女。帰国子女の為、やや話し方が舌足らずになり時々英語が混ざる事もある。一人称は「ボク」。人形のような愛らしい容姿を持ち、仲間内とクラスの両方で男女に関わりなく可愛がられている。多少人見知りをするところがあるが、とても純粋な性格で歌のウソなどを真に受けてしまう事も。絶対音感を持つロック少女でもあり、ギターの演奏技術も優れている。あだ名は「オトメ」で和真に対する呼び方は「カズマ」。
七巳 灯花（ななみ とうか）
声 : 池澤春菜
PS2版新ヒロイン。「高峰よぞら」の芸名で活動する現役アイドル。母親も有名女優である。それに頼る事なく自分の力で芸能界でやっていこうとする実力主義者で割り切った性格だが、周囲が大人ばかりで同年代の友達がいない。5月に入ると灯花のルートに入る事が可能になる。

### サブキャラクター
深山 彩弥（みやま あや）
声 : 谷中麻衣
藍衣の2歳年上の姉であり、和真とも幼馴染である（和真は「彩弥ねえ」と呼んでいる）。藍衣とは異なり和真の面倒をよく見てくれる優しい女性。PS2版では攻略キャラに昇格するが2ヶ月程度で終わるごく短期間のルートである。藍衣のエンディングを一度見る事によって攻略が可能になる。
本見 倫（ほんみ りん）
声 : 逢川奈々
和真らのクラス担任。担当教科は世界史。授業や課題に対しては厳しいが公正かつ優しい性格の持ち主であり、生徒からは慕われている。PS2版で攻略可能になる。
高島 公彦（たかしま きみひこ）
声 : 河村眞人
和真の主治医。歯に衣着せぬ物言いだが、根は優しく親身になって種々の助言をしてくれる。前々作『Pure×Cure』でもサブキャラクターとして登場する。
南条寺 一沙（なんじょうじ いちさ）
声 : 奥山歩
夢路の末の妹。保育園児（本人曰く「ねんちゅうさん」）。最初は人見知りしがちだが和真に懐き「おにいちゃん」と呼んで慕うようになる。サブキャラクターではあるが、一沙が登場するイベントを回収し続けていくと…。
佐藤 俊夫（さとう としお）
声 : 一文字雷 / 植倉大
バカ、スケベ、ヘタレの三拍子揃ったクラスメート。お調子者であり、立ち直りも早い愛すべき男。夢路に惚れているが、あまりにも欲望に忠実過ぎる言動に夢路は引き気味。黒越と「Sugar＋Spice！」というバンドを組んでいてドラムを担当しているが楽譜は読めない。
黒越 洋（くろこし よう）
声 : 杉原茉莉
クールなクラスメート。和真とは寮生仲間でもある。実家は京都で不動産業を営んでおり柚子という名前の双子の姉がいる。小柄でかわいらしい風貌から女子にはもてるようだが、本人は恋愛にあまり興味がない模様。かなり毒舌ではあるが根は面倒見のいい性格で、いつも和真と佐藤の世話を焼いている。佐藤と「Sugar＋Spice！」というバンドを組んでいてベースを担当している。
伊達 麻希（だて まき）
声 : 西野真人
1年下の後輩であり、司のクラスメート。和真とは同じ中学の出身であり彼からは「マサムネ」と呼ばれている。ボクシング部のスポーツ特待生で潜在能力の高さは和真を上回っている事は和真自身も認めている。和真のことを慕っており、彼を追って結ノ宮学園に入学した爽やかスポーツ少年だが和真中心の言動が過ぎて周囲からあらぬ誤解を受ける事も。『あまなつ』に登場する「pozzo」の店長夫人である香織の甥（姉の息子）でもある。
藤間 かごめ（とうま かごめ）
声 : 榊るな / 小暮英麻
司、伊達と同じクラスでせせらぎ寮の寮生でもある。歌と共に「フォレスタ」でアルバイトをする事になる。伊達を「マッキー」と呼ぶ彼の熱烈な追っかけであるがなかなか相手にしてもらえない。司の事も可愛がっており、2人との仲を邪魔する存在として和真を敵視している。fandiscより登場。

## スタッフ
原画
ぎん太
シナリオ
草壁よしお
森崎亮人
師がない弟子
音楽
けんせい (Silver Seats Studio)

## ボーカル曲
オープニングテーマ「Sugar+Spice!」
作詞・作曲・編曲：けんせい (Silver Seats Studio) / 歌：Rita
挿入歌「Liar's play」
作詞・作曲・編曲：けんせい (Silver Seats Studio) / 歌：yuiko
挿入歌「Chance to xxx」
作詞・作曲・編曲：けんせい (Silver Seats Studio) / 歌：yuiko
エンディングテーマ（歌ルート）「Pastel Drops」
作詞・作曲・編曲：けんせい (Silver Seats Studio) / 歌：Rita
エンディングテーマ（夢路・はねる・藍衣ルート）「Start from…」
作詞・作曲・編曲：けんせい (Silver Seats Studio) / 歌：Rita
エンディングテーマ（司ルート）「I can」
作詞・作曲・編曲：けんせい (Silver Seats Studio) / 歌：井上みゆ
エンディングテーマ（グランドエンディング）「Sweet Sweet Holy Night」
作詞・作曲・編曲：けんせい (Silver Seats Studio) / 歌：Rita

## 特典ドラマCD
- 「歌と主人公の一夜がエロすぎて司が困った話」（げっちゅ屋）
- 「夢路と主人公の一夜がスゴかった証言」 (Sofmap)
- 「はねると主人公の夜があまりにアレで司は寝不足らしい説」（メディオ）
- 「藍衣と主人公の一夜が激しかったレポート」（とらのあな）
- 「司と主人公の恋人生活はどうなってるんだろう会議」（メッセサンオー）

## 関連商品

### CD
- GWAVE Super Feature's vol.7 Sugar+Complete IMAE-00018
  - 上記ボーカル曲全7曲を収録。
- シュガースパイス ドラマCD Sugar+disk & Spice+disk
  - 全4枚組のうち1 - 2枚目の「Sugar+disk」では各ヒロインと恋人になってからの後日談、3 - 4枚目の「Spice+disk」では各ヒロインルートを前提としながらも誰のルートでもないというメタ設定でのドタバタ・コメディが描かれ、『Sugar+Spice! Party☆Party』に登場したチュアブルソフトのマスコットキャラクター・キスカも再登場する。

### ノベル（小説）
- Sugar+Spice! 歌編―ファルセット（パラダイム ISBN 978-4-89490-859-8）
- Sugar+Spice! 藍衣編―クローズドアイズ（パラダイム ISBN 978-4-89490-867-3）

### その他書籍
- Sugar+Spice! ビジュアル・ガイドブック（ジャイブ ISBN 978-4-86176-480-6）

## その他
発売元のチュアブルソフトがノベラルのシステムを利用し、ゲーム中で使われたキャラクターの立ち絵、BGM、背景を使って、登録ユーザーがスピンオフを制作・公開できる『Sugar+Spice スピンアウト!』というウェブサイトが2007年12月7日に設置された。そこで多数のユーザーによるスピンオフが公開された結果、2008年5月に発売されたファンディスク『Sugar+Spice! Party☆Party』では『Sugar+Spice スピンアウト!』に公開された13作品が、オリジナルの声優の音声付きで収録された。